# Softa
Softa (grec: Suke, armeni: Siga, franc: Nessekin, italià: Sequin o Sechino, àrab: Sukayn) fou una fortalesa (Softa Kalesi) a Cilícia a la frontera amb la Pamfília, avui dia a 16 km a l'est d'Anamur, prop de l'antiga Arsínoe (Maraş Harabeleri). La fortalesa està construïda al cim d'un petit turó a 2 km de la costa. Aquesta fortalesa, encara conservada parcialment, dataria del segle xi.
El lloc fou fortificat pels romans d'Orient al segle viii quan fou atacat pels àrabs. Va restar en mans romanes d'Orient fins al segle xi i en mans armènies almenys fins al final del segle xii. Hauria estat conquerit per l'atabeg seljúcida d'Antàlia Mubariz al-Din Artukush Beg el 1225; al segle xv va passar als karamànides amb l'ajut dels venecians però no va trigar a passar a mans dels otomans.